# Ciceró (keresztnév)
A Ciceró latin családnévből ered, ami valószínűleg a borsó jelentésű cicer szóból származik.

## Gyakorisága
Az 1990-es években szórványos név, a 2000-es években nem szerepel a 100 leggyakoribb férfinév között.

## Névnapok
- február 9.[2]

## Híres Cicerók
Az alábbiaknak a Cicero vezetékneve volt, és (eredeti latinos formájában) rövid o-val írták.
- Marcus Tullius Cicero római államférfi (i. e. 106 – i. e. 43)
- Quintus Tullius Cicero római államférfi (i. e. 102 – i. e. 43)